# Jean Bruneau
 (août 2013).
Si vous disposez d'ouvrages ou d'articles de référence ou si vous connaissez des sites web de qualité traitant du thème abordé ici, merci de compléter l'article en donnant les références utiles à sa vérifiabilité et en les liant à la section « Notes et références ».
Jean Bruneau, né le 3 septembre 1921 à La Baule-Escoublac (Loire-Atlantique) et mort le 20 mai 2001 à Nantes, est un peintre et illustrateur français.

## Biographie
Jean Bruneau est le fils d'Arsène Bruneau, négociant, et de Louise Jeanne Meignen.
Il nait dans la Villa La Tyrolienne, à La Baule Escoublac.
Après ses études aux lycées Jules-Verne et Georges-Clemenceau de Nantes, Jean Bruneau entre en 1938 à l’école des beaux-arts de Nantes, où il intègre l’atelier de peinture de Paul Deltombe puis celui de Robert Villard. En 1942, il reçoit le grand prix de la Ville de Nantes, et en 1943 ses études de peinture sont couronnées par le grand prix de l'école des beaux-arts.
Il épouse, en 1944, Mlle Baguenier-Desormeaux.
De 1945 à 1957, il expose régulièrement à la galerie Bourlaouën de Nantes et participe à l’exposition de peinture française de Sao Paulo en 1946 et 1958.
En 1948, il est le lauréat du prix Lafont. À partir de 1955 et jusqu’en 1975, ses expositions particulières sont présentées tous les deux ans à la galerie Decré, puis Arpège de Nantes.
En 1972, il reçoit le prix Pineau-Chaillou et il présente D’Ilion et d’Ithaque, un ensemble de 20 peintures et 22 dessins sur les poèmes l’Iliade et l’Odyssée d’Homère.
En 1974 se déroule une rétrospective Jean Bruneau au musée des Beaux-Arts de Nantes.
De 1977 à 1981, Jean Bruneau illustre les livres Nantes du bon vieux temps, puis Jules Verne de Nantes sur des textes d'Henri Bouyer, Jacques Cassard avec textes d'Armel de Wismes, Vendée militaire sur les textes de J. Pageot et La Chasse Gallery de A. Sorin (Éditions du Bois des Dons). Il réalise seul les 538 dessins et textes de Nantes l’imagerie de son histoire édité par CMD en 1989.
De 1982 à 1986, il fournit des illustrations de planches historiques variées.
En 1987 a lieu une exposition rétrospective (1975-1987) au palais de la Bourse de Nantes où est exposé pour la première fois un cycle de 28 peintures intitulé Les Chevaliers de la Table Ronde (le légendaire du roi Arthur).
En 1989, le service culturel de la Ville de La Baule-Escoublac lui organise une exposition. Il expose pour la dernière fois de son vivant à La Bernerie-en-Retz en 1999.

### Le peintre
Jean Bruneau est attiré par les sujets les plus variés, avec une passion particulière pour la femme et l’enfance, les chevaux et le cirque, la mer et les bateaux ainsi que les natures mortes qu’il appelle « la vie silencieuse ».
Il a réalisé plusieurs centaines de portraits. En 1950 il fait celui du jeune Jean-Paul Auriol, petit-fils du président de la République en exercice Vincent Auriol, et fils de l'aviatrice Jacqueline Auriol. En 1966, la Ville de Nantes lui commande le portrait officiel  d’Henry Orrion, maire de Nantes pendant 20 ans. La même année, Annie Lafrat, violoncelliste de renommée internationale, pose pour son portrait.

### L'illustrateur
Jean Bruneau illustre de nombreux livres et dessine pour l’office de tourisme de Nantes et des planches à caractère historique pour certaines sociétés. Grand collectionneur de soldats de plomb, sa passion pour l’uniformologie l'amène à dessiner et peindre plus de 130 planches de soldats des deux guerres mondiales, puis il réalise une série sur la guerre de Cent Ans.
Il est directeur des galeries d’art Decré puis Arpège de Nantes de 1943 à 1977. Pendant cette période, il est aussi le décorateur des grands magasins Decré.
Il dessine également de nombreuses médailles pour la Ville de Nantes et pour l’office de tourisme de cette ville.
Historien érudit, il s’intéresse à la ville de Nantes et organise un nombre important de manifestations culturelles au château des ducs de Bretagne, en particulier sur la marine danoise, et sur les thèmes historiques, touristiques et folkloriques.
Il est à l’origine de l’implantation du planétarium de Nantes, ainsi que du musée Jules-Verne, pour lesquels il s’est beaucoup investi.
Il crée en 1956 le Cercle Jean de Crabosse, dont le but est d’intéresser les Nantais à leur patrimoine maritime, et préside l’Association des amis du musée des Salorges qui s’occupe du musée et d’expositions maritimes au château des ducs de Nantes. Il crée et dirige Les Cahiers des Salorges destinés aux amateurs de l’histoire de la marine nantaise.
Membre actif de l’académie Régence, puis de Bretagne, il publie pendant 20 ans des séries de dessins dans les Cahiers de l’académie de Bretagne et des Pays de la Loire.
En 2006, la Ville de Nantes dirigée par Jean-Marc Ayrault, lui rend hommage en donnant le nom d’esplanade Jean-Bruneau à celle qui est située au pied de son atelier panoramique dans la partie basse de la rue de l'hermitage.